# مصطبة (زراعة)

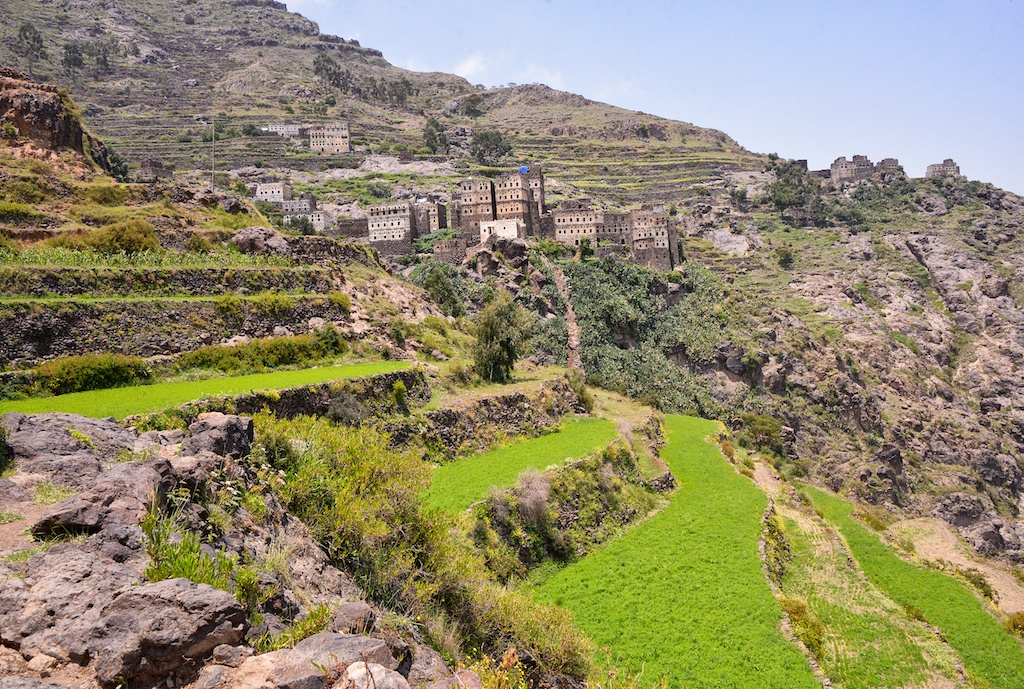
جبل حراز في اليمن بشبه الجزيرة العربية.

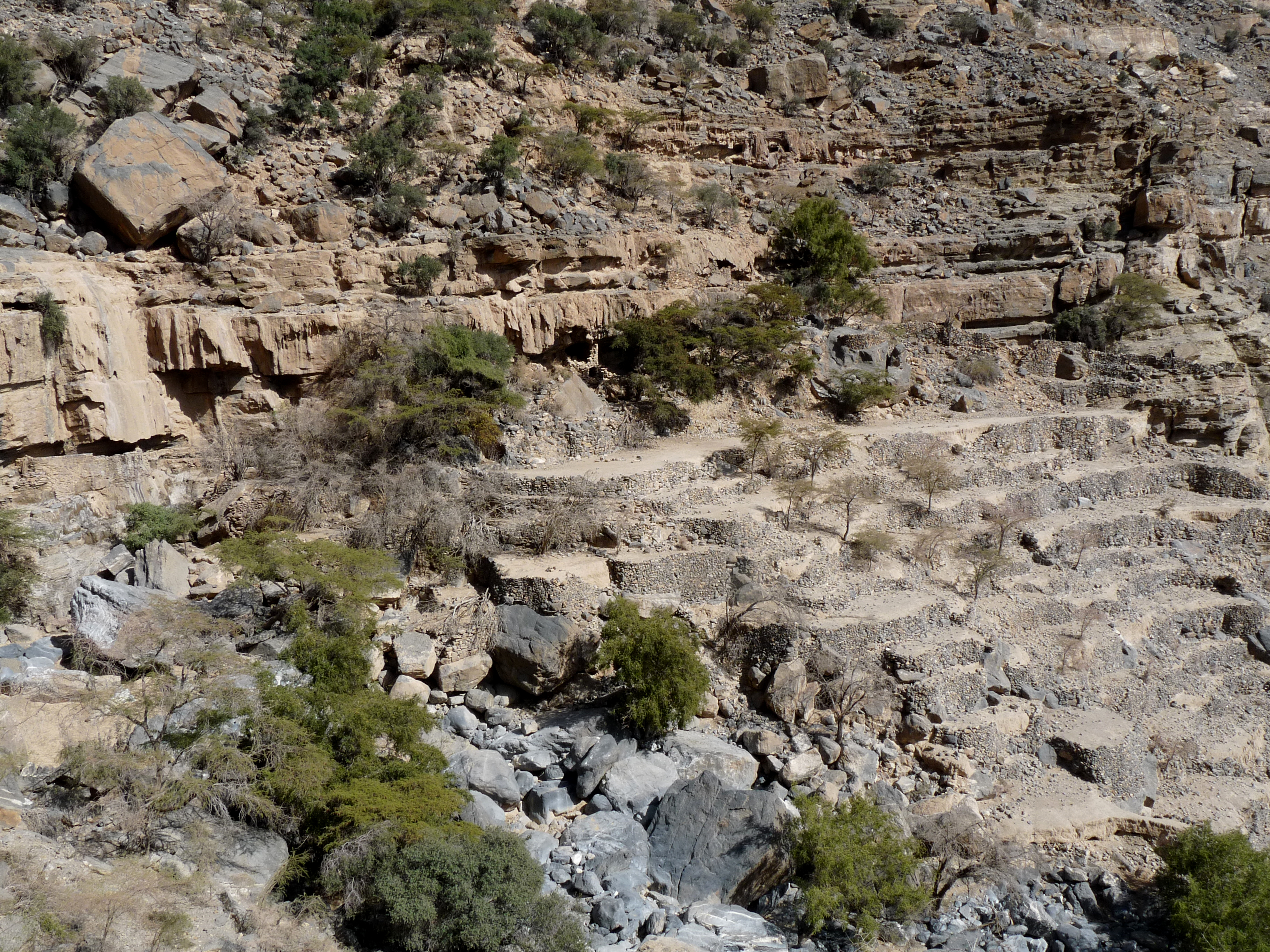
مصاطب زراعية قديم، في قرية مهجورة في شمال عمان.

المصطبة الزراعية أو المُدَرَّج الزراعي  في الزراعة هي تدرجات في سطح الأرض، يمكن أن تكون طبيعية أو مدرجة اصطناعيا بغرض الزراعة أو شق الطرق الجبلية أو لاستعمالات أخرى. كما تتخذ بعض المناجم المفتوحة شكلا مصطبيا مع تزايد استغلالها واستخراج المواد الأولية منها، مثل: مناجم الحديد، ومناجم الذهب ومناجم المعادن النادرة.

## مصاطب أرضية اصطناعية
تشكل المصاطب على مرتفعات لإستغلال الأرض للزراعة أو لبناء طرق مستوية على الجبال ولمد خطوط السكك الحديدية. كما استغلت المصاطب في الماضي لبناء القلاع والقصور حيث كانت البنية المصطبية المرتفعة مانعا لهجوم الأعداء.

### الزراعة

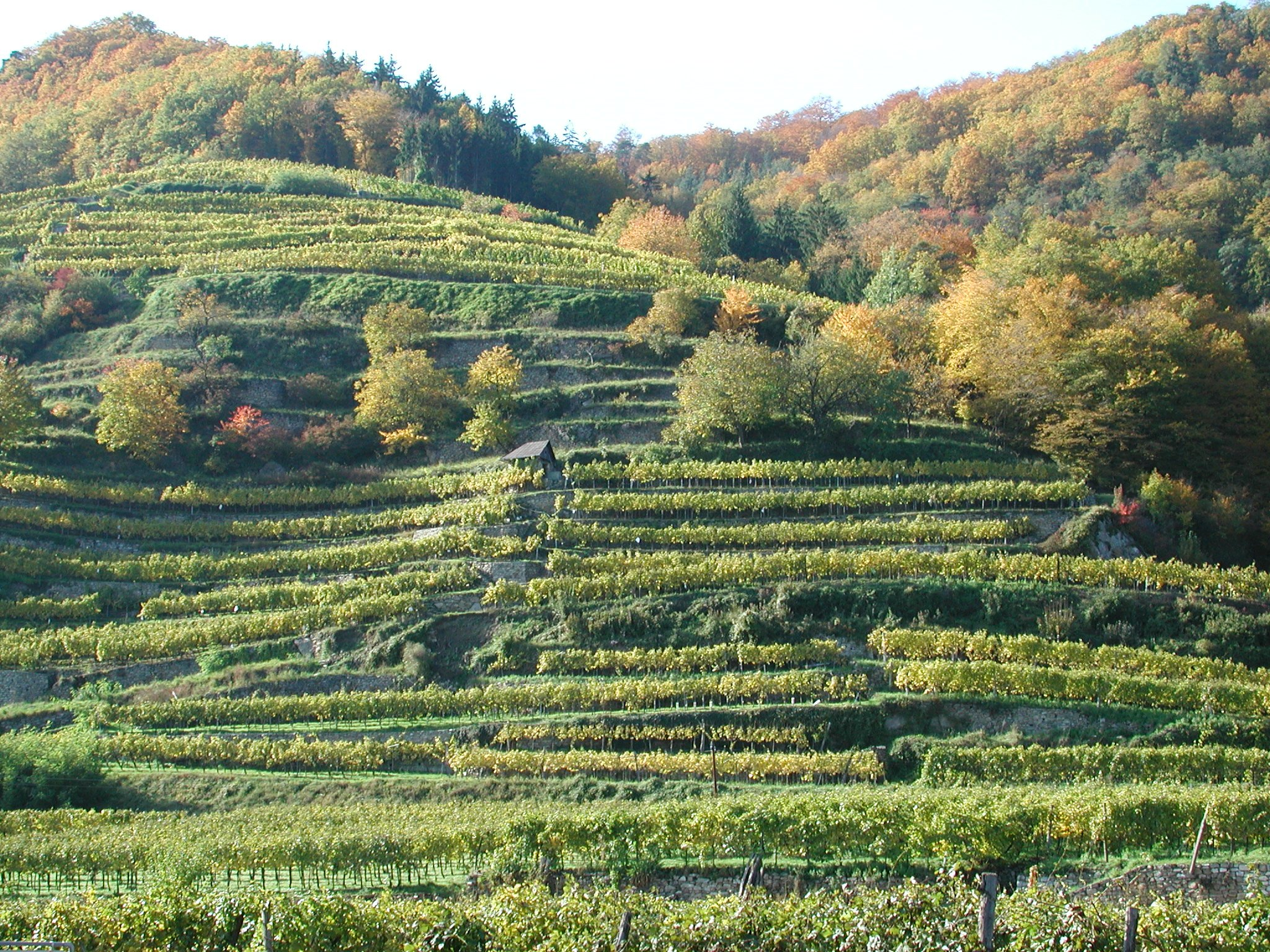
حقول عنب في النمسا.

#### زراعة المصاطب
يزرع الأرز في شرق آسيا كثيرا على مصاطب. يُعرف أن سكان تلك المناطق كانوا يبنون انظمة لتجميع وتخزين المياه منذ القديم مثل منطقتي «موهينجو دارو» و «أنكور وات».
تنشأ المصاطب في مناطق جبلية، بغرض استغلالها في الزراعة. وكثيرا ما تبنى جدران لمنع تسرب الماء أو سقوط الأفراد. كما تستغل المصاطب في اليمن ونيبال وفي الأندلس في إسبانيا. كما يزرع الأرز في الفلبين على مصاطب واستغلت حضارة الإنكا أيصا المصاطب وبعضها يُعتبر من تراث الإنسانية.
تهمل حاليا بعض تلك الحقول بسبب صعوبة استغلالها والعمل فيها. وتعتبر مصاطب زراعة الفلبين منذ عام 2001 في القائمة الحمراء للتراث العالمي المهدد بالتلاشي.

#### زراعة العنب
كثيرا ما تكون المصاطب الاصطناعية مناسبة لزراعة العنب، حيث تكون جهة الحقل نحو الجنوب (في نصف الكرة الارضية الشمالي) فتكون متمتعة بسقوط الشمس عليها طويلا. تعمل المصاطب في نفس الوقت على تقليل تآكل الأرض المائلة بسبب مياه الأمطار المتزايدة. وعن طريق بناء المصاطب يمكن توسيع الرقعة الزراعية المستغلة. يكثر في غرب ووسط أوروبا تسوية المصاطب منذ أواخر القرن العشرين بغرض إنشاء مساحات واسعة يمكن استخدام الآلات الزراعية الثقيلة فيها.
يكثر استغلال المصاطب في الزراعة في دول جنوب شرق آسيا مثل فيتنام والهند وتستغل لزراعة الشاي. 

### طرق مواصلات
تبنى المصاطب أيضًا لشق طرق للمواصلات في المناطق الجبلية. وتتعرض مصاطب الطرق والسكك الحديدية المبنية على جبال إلى انهيارات تهددها. كما قد يتسبب اهتزاز الأرض بسبب المرور في تلك المناطق في حدوث انهيارات أرضية.
إذا لم تستخدم موانع مناسبة فإن تدرجات المصاطب المائلة قد تتعرض إلى سيول جارفة شديدة. لهذا توجه مياه الأمطار مثلما في الطريق سيمبلون الجبلي في نظام مجاري، تمنع من تجمعها ثم انهيارها في سيول كبيرة.

### المناجم والمحاجر
تنشأ مصاطب عند استخراج مواد أولية من مناجم مفتوحة على وجه الأرض. أمثال تلك المناجم مناجم الحديد ومناجم الذهب السطحية. ومن المحاجر يستخرج أنواع من الرخام والألبستر والأحجار الأخرى. من المصاطب يتم تفجير أو تقطيع المواد الأولية، وتنقلها شاحنات ثقيلة عبر طرق مائلة مشقوقة بين المصاطب.

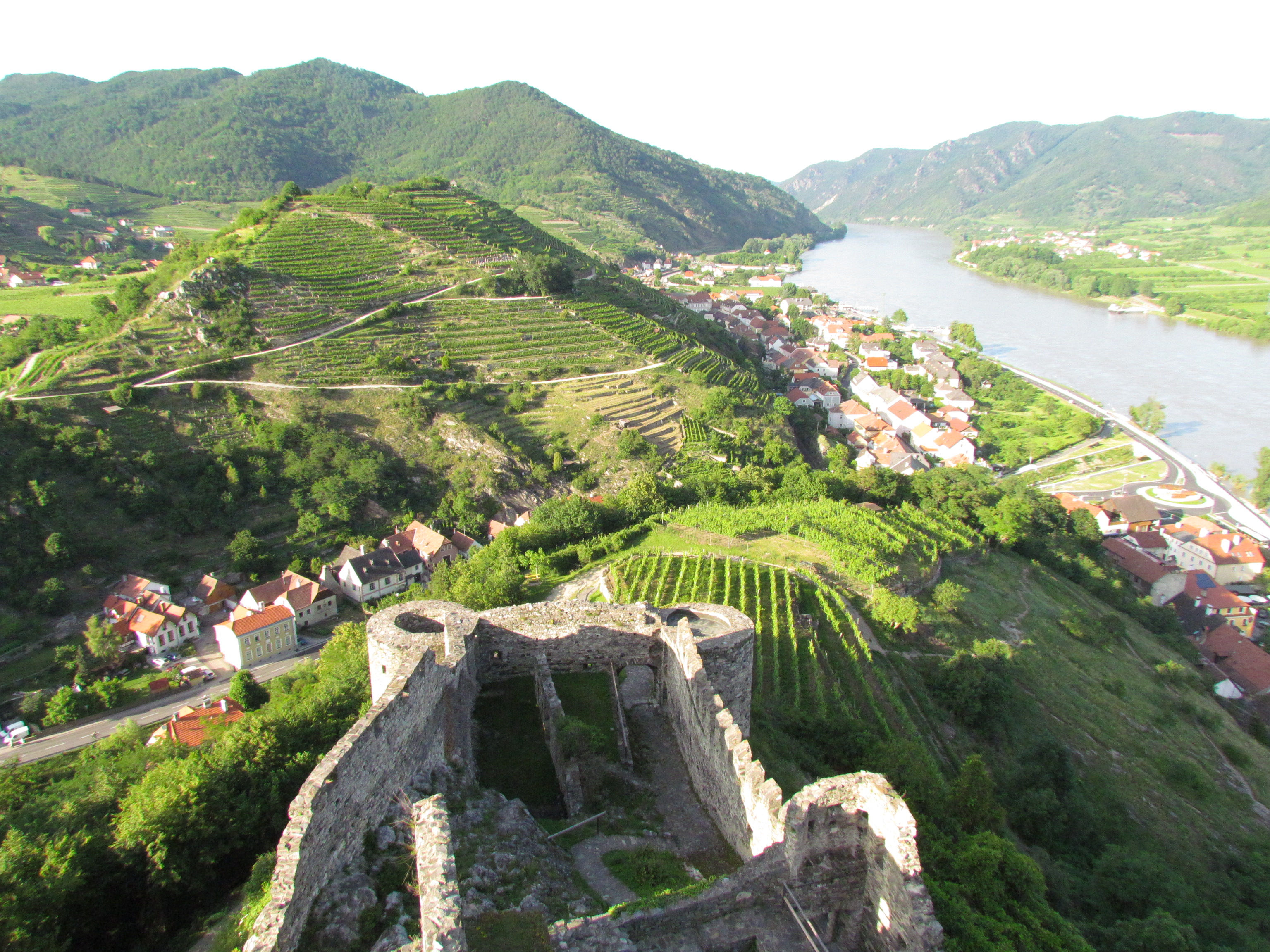
منخفضات النمسا عند «فاخاو » على نهر الدانوب.
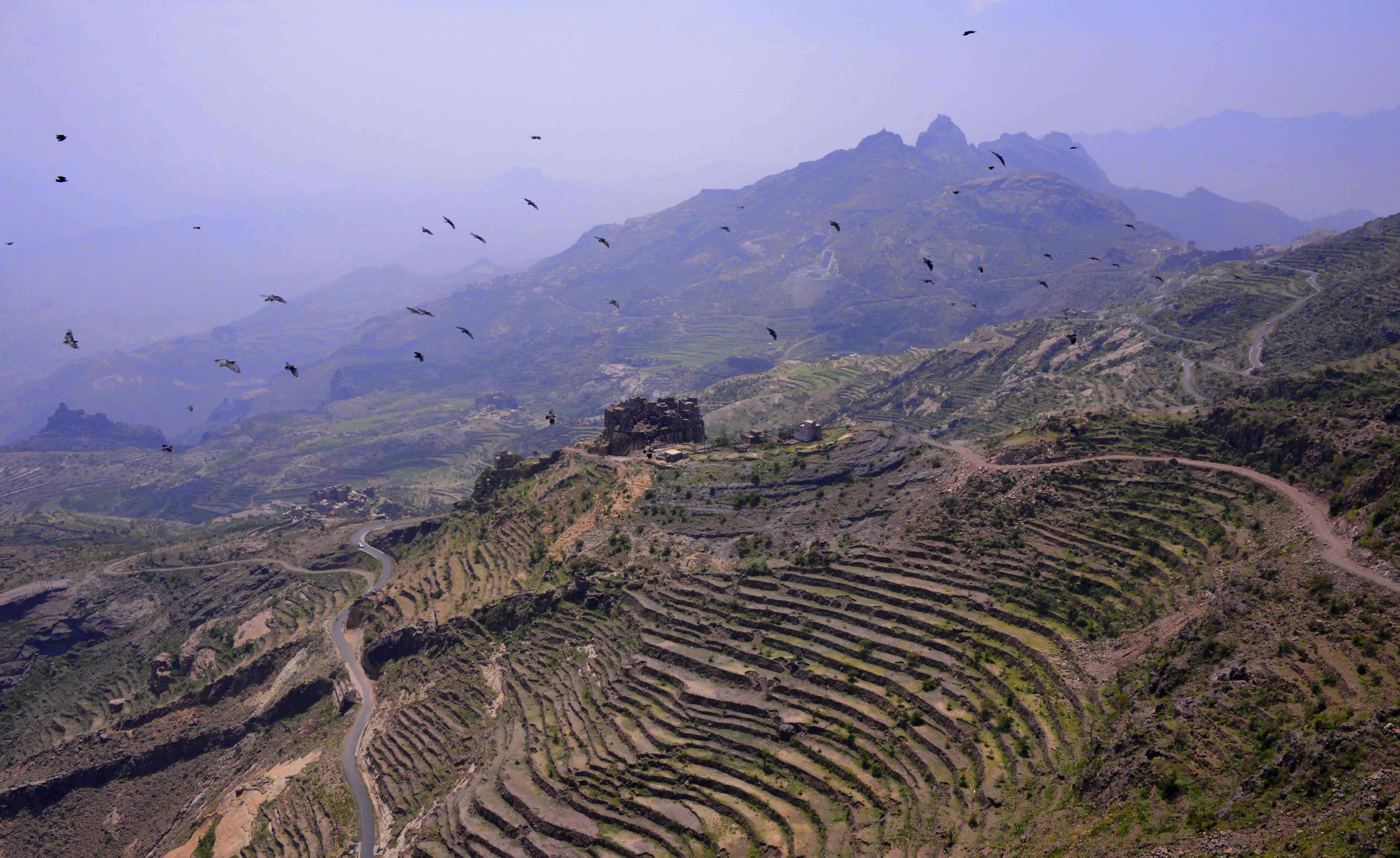
مصاطب زراعية في اليمن.
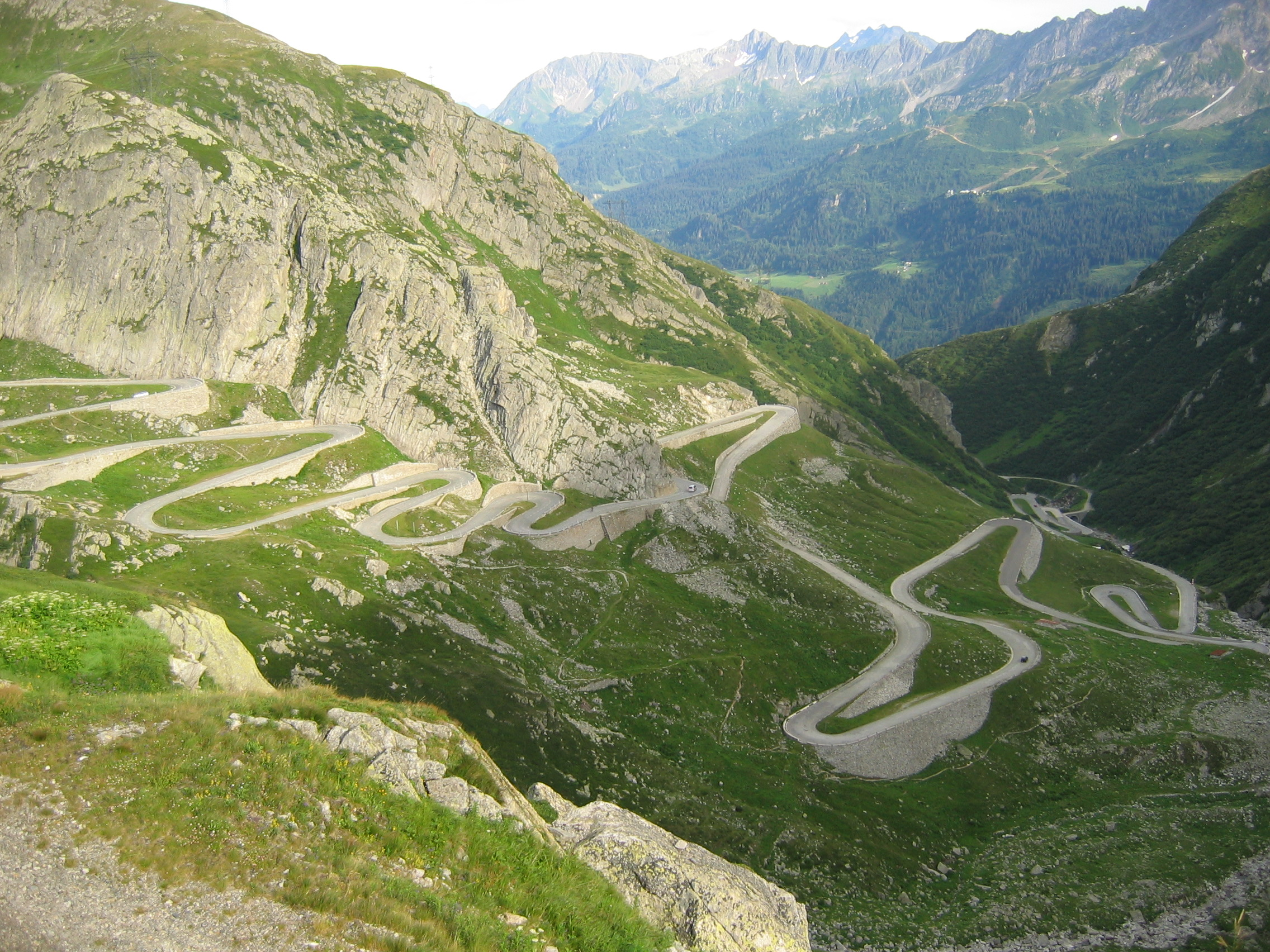
الطريق الجبلي غوتهارد باس.
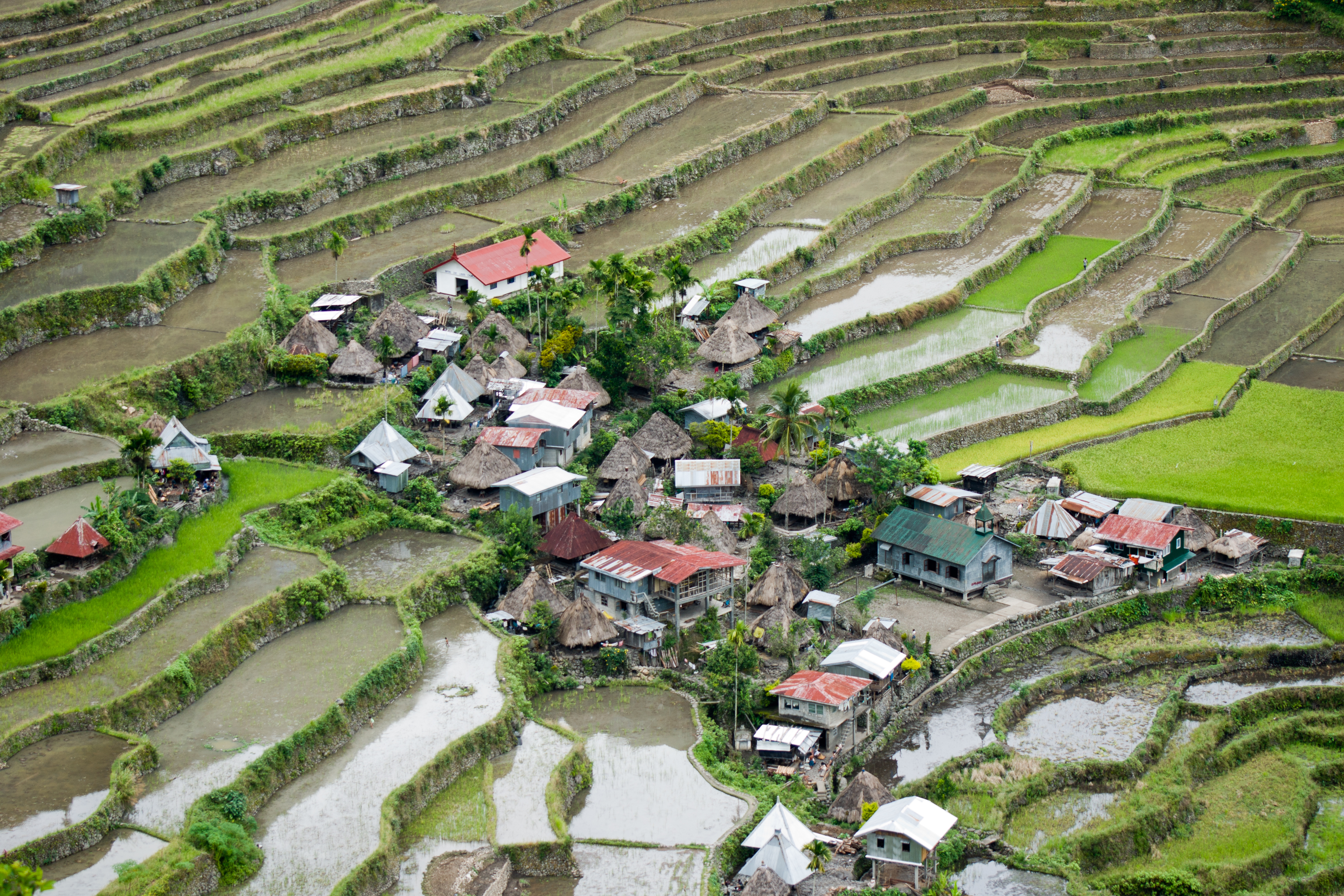
زراعة الأرز على مصاطب في الفليبين.